# Rodgau Monotones
Die Rodgau Monotones sind eine 1977 gegründete deutsche Rockband, benannt nach der hessischen Stadt Rodgau. In den Refrains ihrer auf Hochdeutsch vorgetragenen Lieder verwenden sie gerne den neuhessischen Regiolekt.
Die Liedtexte handeln vorwiegend vom Glück und den Tücken des Alltagslebens. Ihre größten Hits sind „Ei Gude wie!“, „St. Tropez am Baggersee“, „Die Hesse komme!“, „Hallo, ich bin Hermann“ und „Volle Lotte“. Die erste veröffentlichte LP hieß „Wollt ihr Musik, oder was?!“ und erschien im Jahr 1982 beim Rockport-Verlag (Bernd Gruber).

## Bandgeschichte
Im November 1977 trafen sich fünf Musiker aus dem Großraum Rodgau zum ersten Mal im Proberaum und gründeten die Rodgau Monotones. Sie wollten zusammen Musik machen, die kein Deutsch- bzw. Jazzrock, sondern eher Party-Rock ist. In den ersten Jahren beschränkte man sich darauf, Stücke von ZZ Top, Johnny Winter und Queen mit deutschen Texten versehen darzubieten. Im Jahr 1978 stieß Henni Nachtsheim mit seinem Saxophon zur Band, der später auch als Mitglied des Comedyduos Badesalz bekannt wurde.
Der erste Auftritt der Band fand an Fastnacht 1978 im Roxy in Offenbach am Main statt – als Pausenfüller von „Hartz Reinhard Revival“, in der ebenfalls Mob und Osti spielten. Danach folgten eine Reihe von Auftritten in kleineren Orten, wo bereits bis zu 2000 Leute zu den Konzerten kamen, als die Band in Frankfurt noch unbekannt war. Im Jahr 1980 folgte dann der erste Auftritt in der Batschkapp in Frankfurt-Eschersheim, der mangels Repertoire nach nur einer Stunde beendet war.
1982 nahmen sie ihr erstes Album Wollt ihr Musik, oder was? auf und gingen regional auf Tour. Mit der Singleauskopplung Ei Gude wie aus ihrem zweiten Album Fluchtpunkt Dudenhofen schafften sie ihre ersten Radioeinsätze. Die Charterfolge des Albums Volle Lotte (Platz 16) und der Single Die Hesse komme! (Platz 22) verhalfen den Rodgau Monotones zum endgültigen Durchbruch. Im Jahr 1985 legten sie mit dem Longplayer Wir seh’n uns vor Gericht (Platz 23) und der Singleauskopplung Hallo, ich bin Hermann (Platz 75) nach. Im selben Jahr spielten sie in der Band für Afrika zusammen mit anderen Rockgrößen auf der Kölner Domplatte den deutschen Beitrag Nackt im Wind zum „Live Aid Konzert“.
Der Teilnahme am Festival im Stadion am Bieberer Berg 1984 in Offenbach am Main mit Santana, Bob Dylan und Joan Baez folgte im Juli des gleichen Jahres „Pampa-Power“ im Stadion des FSV Frankfurt am Bornheimer Hang mit Flatsch!, Die Crackers, Feinbein, Hob Goblin, Roger Chapman, das Anti-WAAhnsinns-Festival und am 19. Oktober 1985 im Anschluss an einen Auftritt bei Kuli in Einer wird gewinnen zusätzlich noch einer im ARD-Rockpalast. Im Rahmen des Deep Purple Open Air 85 am 29. Juni 1985 auf dem Mannheimer Maimarktgelände und am 6. Juli 1985 auf dem Nürnberger Zeppelinfeld wurde ihnen die Ehre zuteil, beide Festivals zu eröffnen (mit Roger Chapman, Mountain, Meat Loaf und Deep Purple).
Der Karikaturist Chlodwig Poth produzierte 1985 mit seiner Tochter Leonore Poth einen 30-minütigen Musikfilm mit Zeichentrick-Elementen namens „Rodgau Melodies – Die Rodgau Monotones und ihre Lieder“ für den Hessischen Rundfunk. Die rudimentäre Handlung des Films – mittlerweile auf DVD erhältlich – spielte an einem Rodgauer Kiosk.
Am 27. Juli 1986 hatten sie einen gemeinsamen Auftritt mit Herbert Grönemeyer und der Band Die Toten Hosen bei der Demonstration gegen die geplante atomare Wiederaufarbeitungsanlage Wackersdorf. Am 7. Juni 1998 spielten die Rodgau Monotones nach dem letzten Saisonspiel der 2. Liga anlässlich der Aufstiegsfeier von Eintracht Frankfurt auf dem Gelände des Waldstadions.
Im Jahr 1987 stieg der Saxophonist Achim Farr zur „Sportsmänner“-Tour in die Band ein. 1990 verließ Henni Nachtsheim die Band und konzentrierte sich zusammen mit Gerd Knebel von Flatsch! auf das Anfang der achtziger Jahre gegründete Comedyduo Badesalz. Eineinhalb Jahre pausierten die Rodgau Monotones, dann fanden sie mit der Rodgauerin Kerstin Pfau den richtigen Ersatz für den Gesang.
Mitte des Jahres 2001 gab es einen erneuten Bruch, als Achim Farr die Band auf eigenen Wunsch verließ. Mit diesem Weggang wurde auch der Bläsersatz mit Joachim Kunze (Trompete) und Thomas Wimbauer (Posaune) aufgelöst. Als neuer Saxophonist kam Matthias „Mattl“ Dörsam.

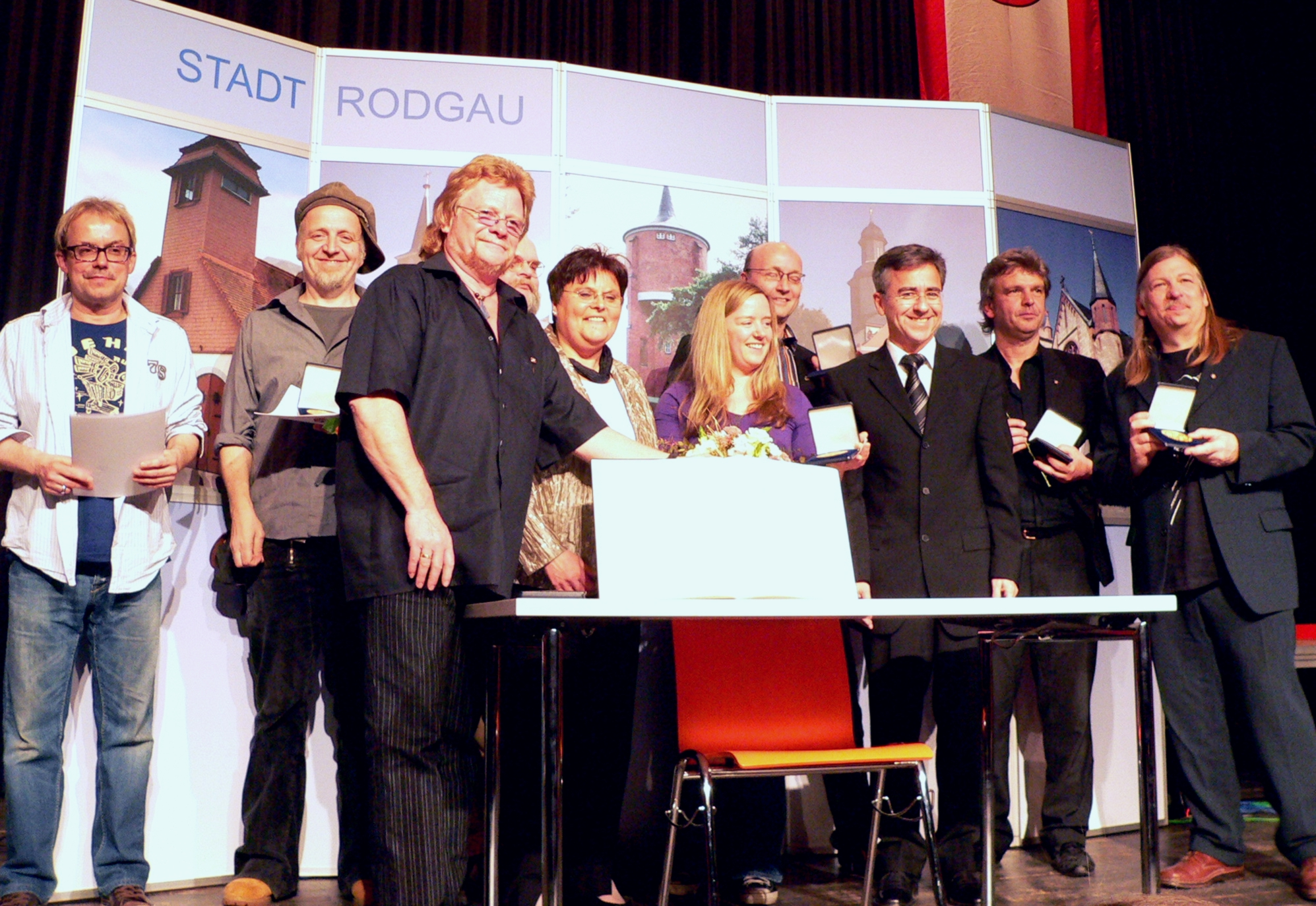
Rodgau Monotones nach der Verleihung der Bürgermedaille der Stadt Rodgau

Im März 2003 feierten die Rodgau Monotones ihr 25-jähriges Bühnenjubiläum („Silberhochzeit“) in zwei ausverkauften Konzerten in der Stadthalle Offenbach zusammen mit ihren alten Weggefährten Flatsch!, Hob Goblin, Die Crackers und 8000 Fans.
Ihr dreißigjähriges Bühnenjubiläum begingen die „Monotones“ am 30. August 2008 zusammen mit zahlreichen Gästen wie Anne Haigis und Wolfgang Niedecken und Wegbegleitern wie Henni Nachtsheim, Gerd Knebel oder Jürgen Zöller im Hanauer Amphitheater. Das dreistündige Konzert wurde am 28. September 2008 zusammen mit dem zweistündigen Unplugged-Konzert der „Monotones“ vom Mai 2008 sowie dem Film Rodgau Melodies vom hr-Fernsehen als „Die lange Rodgau Monotones Nacht“ ausgestrahlt.
Am 2. April 2009 erhielten die Rodgau Monotones die Bürgermedaille in Gold der Stadt Rodgau.
Im März 2018 feierte die Band in der Stadthalle Offenbach ihr 40. Jubiläum. In der mehr als dreistündigen Show traf man sich erneut mit alten Weggefährten.
Am 28. Juli 2020 erklärt Jürgen „Mob“ Böttcher auf seiner Facebook-Seite seinen Rücktritt vom aktiven Bandgeschehen wegen einer sich verschlechternden Tinnitus-Erkrankung. Als sein Nachfolger am Schlagzeug wurde in der Presse Martin „Dog“ Kessler genannt. Am 9. August 2023 starb der Bandmitgründer und Gitarrist Raimund „Ray“ Salg im Alter von 69 Jahren.

## Diskografie

### Studioalben
- 1982: Wollt Ihr Musik, oder was?! (Rockport Records)
- 1983: Fluchtpunkt Dudenhofen (Rockport Records)
- 1984: Volle Lotte (Rockport Records)
- 1985: Wir seh'n uns vor Gericht (Rockport Records)
- 1986: Sportsmänner (WEA)
- 1988: Schön, reich und berühmt (WEA)
- 1990: Sieben (EMI)
- 1994: Eukalyptus now! (MMS, ab 1998 vertrieben bei Rockport Records)
- 1998: The Too Early Tapes
- 2000: Adrenalin (USG, übernommen 2000 von TIS/Warner, übernommen 2002 vertrieben bei Rockport Records/Rough Trade)
- 2003: Silberhochzeit (Rockport Records)
- 2005: Volle Lotte - Hessen Platin (Rockport Records)
- 2008: Ein Leben für Lärm
- 2015: Genial

### Livealben
- 1984: „Live“ – zur ZDF-Sendung „spezial“ (Rockport Records)
- 1992: Live Plus (2 CD) (Rockport Records)
- 2020: Live At Rockpalast 1984 & 1985 (2 DVD & 3 CD) (MIG-Musik)

### Kompilationen
- 1996: Risiken und Nebenwirkungen (2 CDs) (Rockport Records)
- 1992: Ein schönes Durcheinander (Rockport Records)
- 1997: Kerle Kerle
- 1998: Best Of
- 2010: Das Beste (2 CDs) (Rockport Records)

### Singles
- 1980: Marmor, Stein und Eisen bricht (Vinyl)
- 1983: Ei Gude Wie (Vinyl)
- 1983: St. Tropez am Baggersee (Vinyl)
- 1984: Die Hesse Komme! (Vinyl)
- 1984: Volle Lotte (Vinyl)
- 1985: Mein Freund Harvey (Vinyl)
- 1985: Hallo ich bin Hermann (Vinyl)
- 1985: Band für Afrika - Nackt im Wind (Benefiz-Single; Verkäufe: + 150.000[8]) (Vinyl)
- 1986: Keine Lust (zu tanzen) (Vinyl)
- 1986: Kopfweh (Vinyl)
- 1988: So oder so (Vinyl)
- 1988: Wir spielen immer nur dasselbe (Vinyl)
- 1988: Wir ham das Recht und die Pflicht zur Party (Vinyl) (WEA)
- 1990: Ei Karl (Männer ohne Nerven) (Vinyl)
- 1990: Gigantisch (Vinyl)
- 1991: Die Zeitzocker
- 1994: Das ist heute nicht mein Tag
- 1995: Bad Orb, Bad Orb
- 1998: Die Hesse Komme '99
- 1999: Vielen Dank für Garnix
- 2003: Silberhochzeit (Die Single) (Rockport/rough trade)

### Videoalben
- 2000: Adrenalin (Video)
- 2003: Silberhochzeit (Live in der Stadthalle Offenbach mit den Gästen des 25-jährigen Jubiläums Flatsch, Die Crackers und Hob Goblin) (Rockport Records)
- 2004: Geklaut (Live im Amphitheater in Hanau)
- 2013: Bergfest (Video)(Live aus dem Amphitheater Hanau - zum 35. Bandjubiläum)
- 2020: Live At Rockpalast 1984 & 1985 (2 DVD & 3 CD) (Live aus der Zeche Bochum 1984 und der Grugahalle Essen 1985)

## Hessische „Nationalhymne“

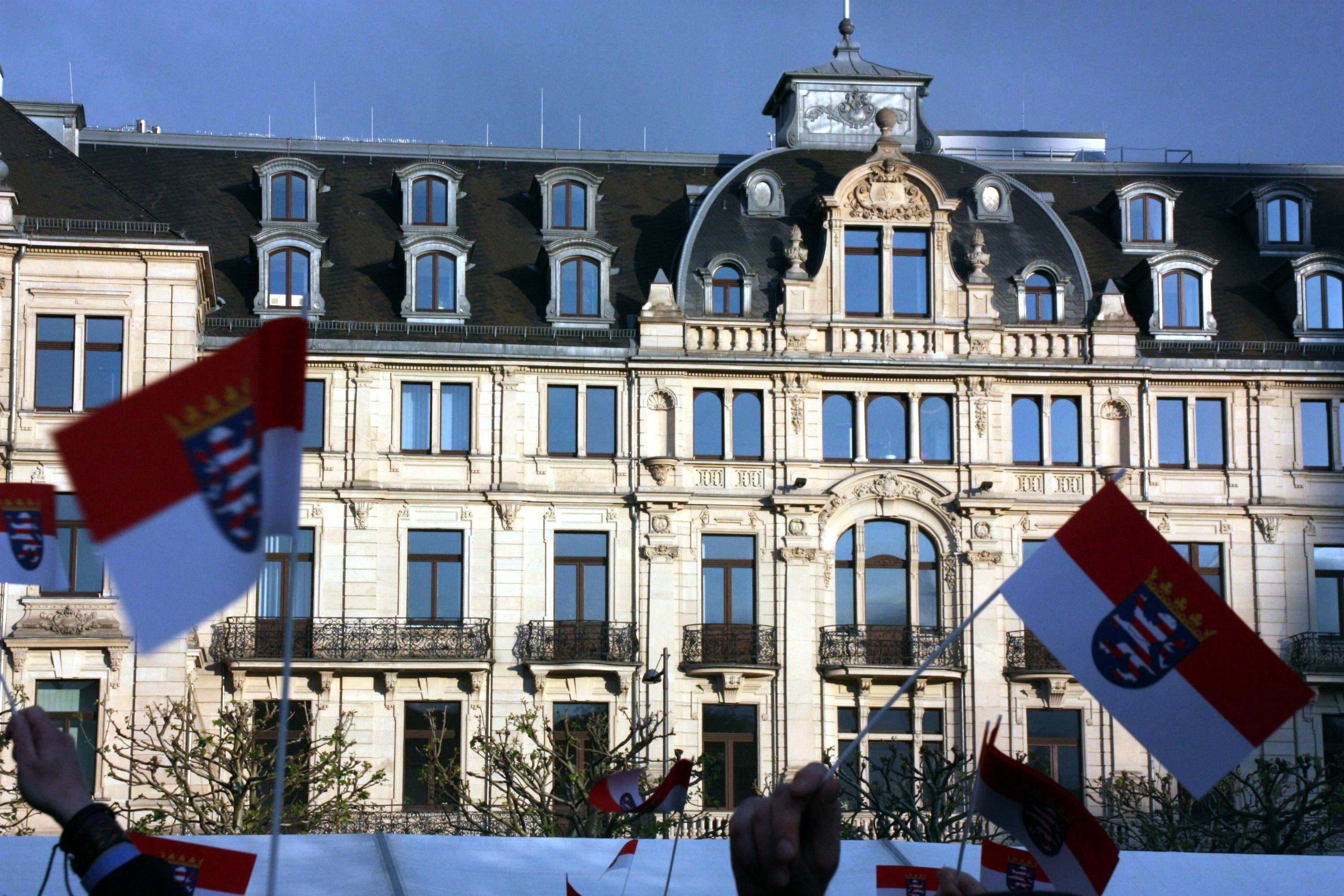
Hessenflaggen schwenkende Zuschauer auf dem Rodgau-Monotones-Konzert am Kranzplatz in Wiesbaden 2013

Ihr selbstironisches Lied „Die Hesse komme!“ gilt vielen seit dem Erscheinen in den 1980er Jahren als hessische Landeshymne und übertrifft hinsichtlich Popularität das offizielle Hessenlied bei weitem. Noch 2005 wurde es in einer Pressemitteilung der Grünen-Fraktion im Hessischen Landtag als die „Offizielle Hessen-Hymne“ bezeichnet.